# Sebastian Berko
Sebastian Berko (20 giugno 1984) è un ex calciatore sloveno, di ruolo difensore.

## Caratteristiche tecniche
Giocava come difensore centrale.

## Carriera
Nella stagione 2002-2003 ha giocato 2 partite in Serie B con la Triestina, che a fine stagione l'ha ceduto al NS Drava Ptuj, club della massima serie slovena, con cui Berko nella stagione 2003-2004 ha disputato 11 partite. Ha poi vestito la maglia dell'NK Mura (16 presenze), e poi per due anni nuovamente quella del NS Drava Ptuj (42 presenze totali con anche 4 gol, i suoi primi in carriera a livello professionistico). Dal 2010 al 2013 ha giocato nel Rudar Velenje, nella massima serie slovena, categoria in cui in carriera ha segnato 7 gol in complessive 142 presenze.